# Michał Gwiazdowicz
Michał Gwiazdowicz (ps. „Wujek”, „Wąsal”; ur. 13 września 1889 w Nowym Kłopoczynie, zm. 3 lipca 1962 w Warszawie) – działacz społeczny, starosta rawski, wojewoda poznański i warszawski, poseł.

## Życiorys

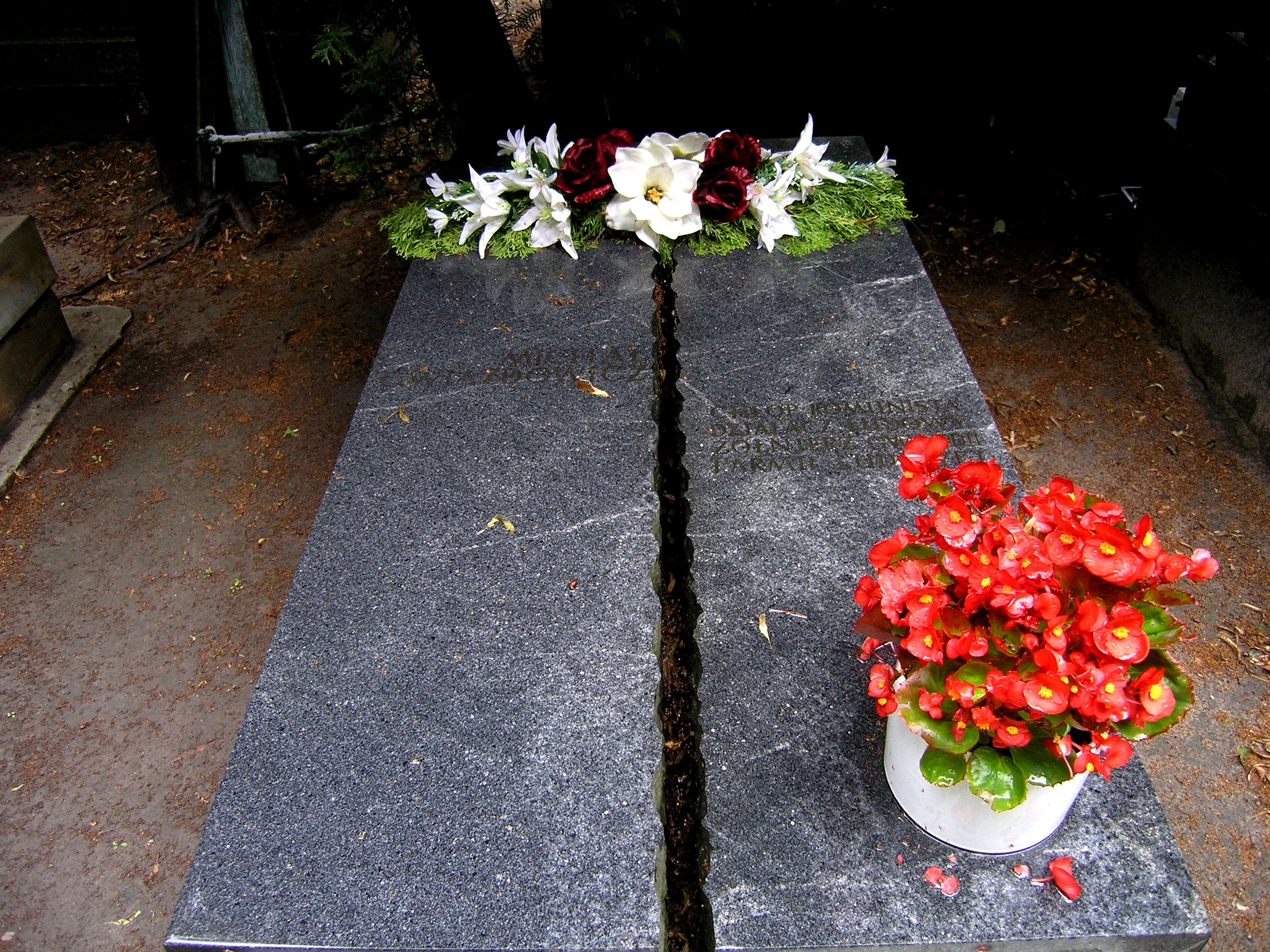
Grób Michała Gwiazdowicza na Cmentarzu Wojskowym na Powązkach w Warszawie

Był synem Antoniego (rolnika, 1858–1942) i Franciszki z Zarębów (1864–1923). Z powodu chłopskiego pochodzenia on i jego rodzice byli poniżani w szkole i kościele. Pracował jako robotnik rolny lub parobek u bogatych gospodarzy. Około 1901 rozpoczął edukację w szkole.
Z żoną Stanisławą (zm. 1953) miał synów Kazimierza (ur. 1925), Michała (1927–1944) i Bolesława.
Ukończył kurs rolniczy (1908–1910). Od 1910 zaczął organizować kasy oszczędnościowo-pożyczkowe (m.in. w Żdżarach, Regnowie, Sadkowicach), stowarzyszenia spożywców i kółka rolnicze. W czasie I wojny światowej za działalność niepodległościową został aresztowany. W więzieniu w Mińsku przebywał w okresie 1915–1917, do rewolucji październikowej. Powrócił do kraju, został starostą (komisarzem ludowym) rawskim (20 listopada 1918), ale 15 lutego 1919 został z tego stanowiska odwołany (urząd sprawował do 10 marca). Był członkiem PSL „Wyzwolenie”, a następnie Niezależnej Partii Chłopskiej (1924–1927). W 1928 zerwał z PSL „Wyzwolenie” i przyłączył się do Zjednoczenia Lewicy Chłopskiej „Samopomoc” (kontynuatora Niezależnej Partii Chłopskiej), w którym zasiadał w Zarządzie Głównym. W 1931 aresztowany i skazany na 4 lata więzienia.
Podczas II wojny światowej wstąpił do Gwardii Ludowej (później Armii Ludowej) wraz ze swoimi synami (syn Michał zginął podczas walk w 1944) i żoną. Włączył się w działalność konspiracyjną, wraz z PPR organizował powiatowe rady narodowe. W marcu 1944 na wniosek Stronnictwa Ludowego Wola Ludu został dokooptowany do Krajowej Rady Narodowej. Później przeszedł do Stronnictwa Ludowego.
26 stycznia 1945 został mianowany na pełnomocnika Rządu Tymczasowego RP na miasto Poznań i województwo poznańskie (w granicach z 1939). W Poznaniu organizował Urząd Wojewódzki oraz inne struktury administracyjne.
15 maja 1945 Feliks Widy-Wirski na posiedzeniu WRN został wybrany wojewodą poznańskim, a Gwiazdowicz wyjechał z Poznania, by objąć stanowisko wojewody warszawskiego, które piastował do końca 1945. Następnie działał w Stronnictwie Ludowym. W 1947 wybrany posłem do Sejmu.
Zmarł 3 lipca 1962 w Warszawie, został pochowany w Alei Zasłużonych na wojskowych Powązkach (kwatera A25-tuje-12).

## Odznaczenia i nagrody
- Krzyż Kawalerski Orderu Odrodzenia Polski
- Order Sztandaru Pracy II klasy
- Złoty Krzyż Zasługi